# 社会的行為
社会的行為（しゃかいてきこうい）とは社会学用語の一つ。これはマックス・ヴェーバーによって提唱された概念である。これは社会においての人間が行っている行為ということであり、他者と関係しながら生きているという人間ならば、それは社会的行為をしながら生きているということになる。マックス・ヴェーバーは社会学というのを社会的行為によって解明、理解し、その経過と結果を因果的に説明するということで基礎付けた。マックス・ヴェーバーによれば、社会的行為というのは人間が行う行動の中でも、行為者によって主観的な意味を結び付ける場合のみが当てはまるとのこと。